# جوائز مسلسلات التنين الأزرق
جوائز مسلسلات التنين الأزرق (هانغل: 청룡시리즈어워즈) هو حفل توزيع جوائز سنوي ينظمه صحيفة جوسان اليبو، للتميز في البث التلفزيوني ومنصات البث في كوريا الجنوبية.
تأخذ جوائز مسلسلات التنين الأزرق بعين الاعتبار فقط الأعمال الدرامية الأصلية والعروض المتنوعة التي يتم إنتاجها والاستثمار فيها من خلال خدمات البث المقدمة في كوريا، بما في ذلك نتفليكس وديزني+ و seezn وأبل تي في وواتش إت وwavve وKakao TV وCoupang Play وTVING.

## نبذه تاريخية
تم إنشاؤه عام 2022 من قبل صحيفة جوسان اليبو.
أقيم حفل توزيع جوائز مسلسلات التنين الأزرق الأول في 19 يوليو 2022 في فندق جنة إنتشون.  في هذه النسخة، تم منح 13 فئة. تم الإعلان عن الترشيحات لـ 13 فئة لمسلسلات منصات البث الكوري.

## الفئات
- أفضل دراما
- أفضل برنامج ترفيهي
- افضل ممثل
- أفضل ممثلة
- أفضل فنان ذكر
- أفضل فنانة أنثى
- أفضل ممثل مساعد
- أفضل ممثلة مساعدة
- أفضل ممثل جديد
- أفضل ممثلة جديدة
- أفضل فنان جديد
- أفضل فنانة جديدة
- جائزة النجم الشعبي

## الفائزون
| السنة        | اختيار التنين الأزرق (الجائزة الكبرى) | أفضل دراما        | أفضل برنامج ترفيهي        | افضل ممثل   | أفضل ممثلة | أفضل فنان ذكر | أفضل فنانة أنثى                                                 | أفضل ممثل مساعد | أفضل ممثلة مساعدة | أفضل ممثل جديد | أفضل ممثلة جديدة | أفضل فنان جديد | أفضل فنانة جديدة |
| ------------ | ------------------------------------- | ----------------- | ------------------------- | ----------- | ---------- | ------------- | --------------------------------------------------------------- | --------------- | ----------------- | -------------- | ---------------- | -------------- | ---------------- |
| 2022 الأولى  | —                                     | دي بي: أيام الكلب | Transit Love              | لي جونغ جاي | كيم غو أون | كانغ هو دونغ  | Celeb Five (سونغ ان يي، آن يونغ مي، شين يونغ سون، كيم شين يونغ) | لي هاك جو       | كيم شين روك       | كو كيو هوان    | هويون جونغ       | كاي            | جو هيون يونغ     |
| 2023 الثانية | سونغ هي كيو                           | كازينو            | Siren: Survive the Island | ها جونغ-وو  | سوزي       | يو جاي سوك    | جو هيون يونغ                                                    | لي دونغ-هوي     | ليم جي يون        | بارك جيهون     | شين يي يون       | ديكس           | كيم اه يونغ      |